# Det anckerske Legat
Det anckerske Legat oprettet i 1857 af Carl Andreas Ancker (1828—1857). Legatet var bestemt til at uddeles hvert år i fire portioner à 900 rigsdaler til en digter, en komponist, en maler og en billedhugger til brug for en studierejse til udlandet i ca. ½ år.
Carl Andreas Anckers far, grosserer Andreas Ancker, drev en ”klædekræmmerforretning”. Sønnen var uddannet i landbrug i i Würtemberg. Da han kom hjem, købte hans far Mørkhøjgård i Gladsaxe til ham. Da faderen kort efter døde, arvede han ca. 1 mil. kr. og levede resten af sit korte liv som uafhængig. Han var interesseret i kunst af alle slags og var en bekendt af M.A. Goldschmidt, der efter sigende opfordrede ham til at indskrive et rejselegat i sit testamente. I september 1857 blev han gift, men allerede to måneder efter døde han af et slagtilfælde.
Legatmidlerne skulle uddeles af bl.a. Johan Ludvig Heiberg, H. W. Bissen, Niels W. Gade,  J.P.E. Hartmann og August Winding. Kulturministeriet skulle have myndighed over legatet og udpege efterfølgerne til de oprindelige forvaltere. Senere sad bl.a. Christian Winther, Frederik Paludan-Müller, H.V. Kaalund, M.A. Goldschmidt, Carl Ploug, Christian Richardt, Edvard Lembcke og Ernst von der Recke i komiteen. 
Legatkapitalen var på 86.500 rdl. eller omregnet 173.000 kr. Hvis man antager, at en håndværker i 1857 havde en årsindtægt svarende til 800 kr., ville 173.000 kr. udgøre ca. 216 årslønninger. Hvis man antager at en håndværkerløn i dag er 350.000 kr. pr. år, ville en lignende kapital i dag være over 75 mil. kr. Fra begyndelsen var legatportionerne på 900 rdl./1800 kr., hvilket efter samme regnemåde som ovenfor svarer til ca. 785.000 kr. Disse omregninger er naturligvis behæftet med store usikkerheder, men der er ikke tvivl om, at rejselegatet har været en indflydelsesrig institution i kulturlivet i hvert fald frem til 2. verdenskrig. 
Komponisten Knudåge Riisager skrev et indlæg i Dansk Musik Tidsskrift 1935 nr. 2, hvori han i skarpe vendinger bebrejder komponistforeningen, at den ikke har viderebragt en meddelelse om ændrede ansøgningsfrister for Det anckerske Legat. Samtidig omtaler han det som ”det eneste legat af virkelig betydning for danske komponister”. Mange af legatets modtagere er i dag ukendte, men  også nogle af de mest kendte som  Henrik Pontoppidan, P.C. Skovgaard, Constantin Hansen, Erik Henningsen, Fini Henriques, Carl Nielsen, Rued Langgaard, Vilhelm Lundstrøm, Svend Wiig Hansen, Hein Heinsen, Anders Kirkegaard, Pia Tafdrup, H.C. Branner, Hans Kirk, Thit Jensen, Martin Andersen Nexø og mange andre.